# Humanizm w edukacji
Humanizm w edukacji – wykorzystanie w edukacji procesu humanizacji, którego cechą charakterystyczną jest wyraźne ukierunkowanie na rozwój osobowości każdego ucznia.
O humanistycznej edukacji szkolnej można mówić wówczas, gdy uczeń staje się indywidualnością jako autonomiczny aktor własnego rozwoju. Taki rodzaj nauczana związany jest również z ideą holistycznego kształcenia, które rozwija jednolitą, zintegrowaną, wolną, demokratyczną i zdrową osobowość ucznia.